# Paramenia divitiosa
Paramenia divitiosa är en tvåvingeart som först beskrevs av Walker 1864.  Paramenia divitiosa ingår i släktet Paramenia och familjen spyflugor. Inga underarter finns listade i Catalogue of Life.